# Леса Алтайского края

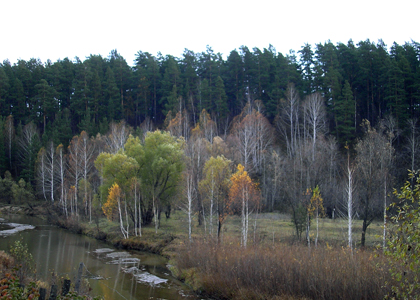
Ленточный бор в районе Барнаула

Леса Алтайского края — естественные и искусственные лесные массивы, находящиеся на территории Алтайского края. Хотя Алтайский край и относится к малолесным регионам, леса играют важнейшую роль в жизни естественных экосистем на территории региона и имеют большое хозяйственное значение. В связи со значительным разнообразием географических и климатических зон Алтайского края в регионе на небольшом удалении друг от друга сочетаются совершенно различные типы лесных массивов: черновая тайга, смешанный лес и ленточные боры.

## Общая характеристика лесов Алтайского края
По данным управления лесами Алтайского края лесные экосистемы занимают 28 % площади региона. Общая площадь земель лесного фонда 4429,4 тысячи гектаров. Леса находятся в четырёх климатических зонах: степная, лесостепная, низкогорная зона Салаира и высокогорная зона Алтая.

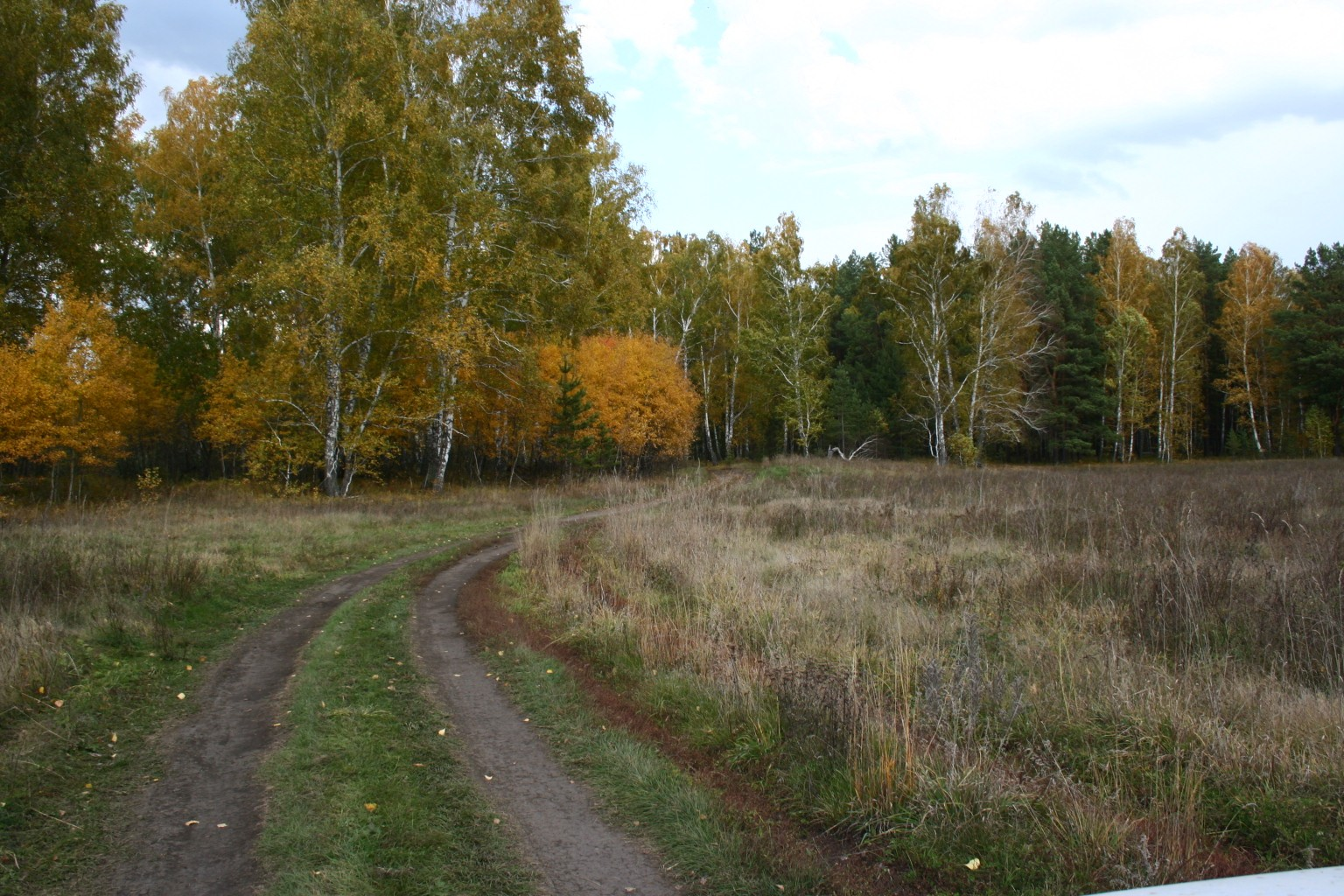
Смешанный лес в правобережье Оби. Быстроистокский район

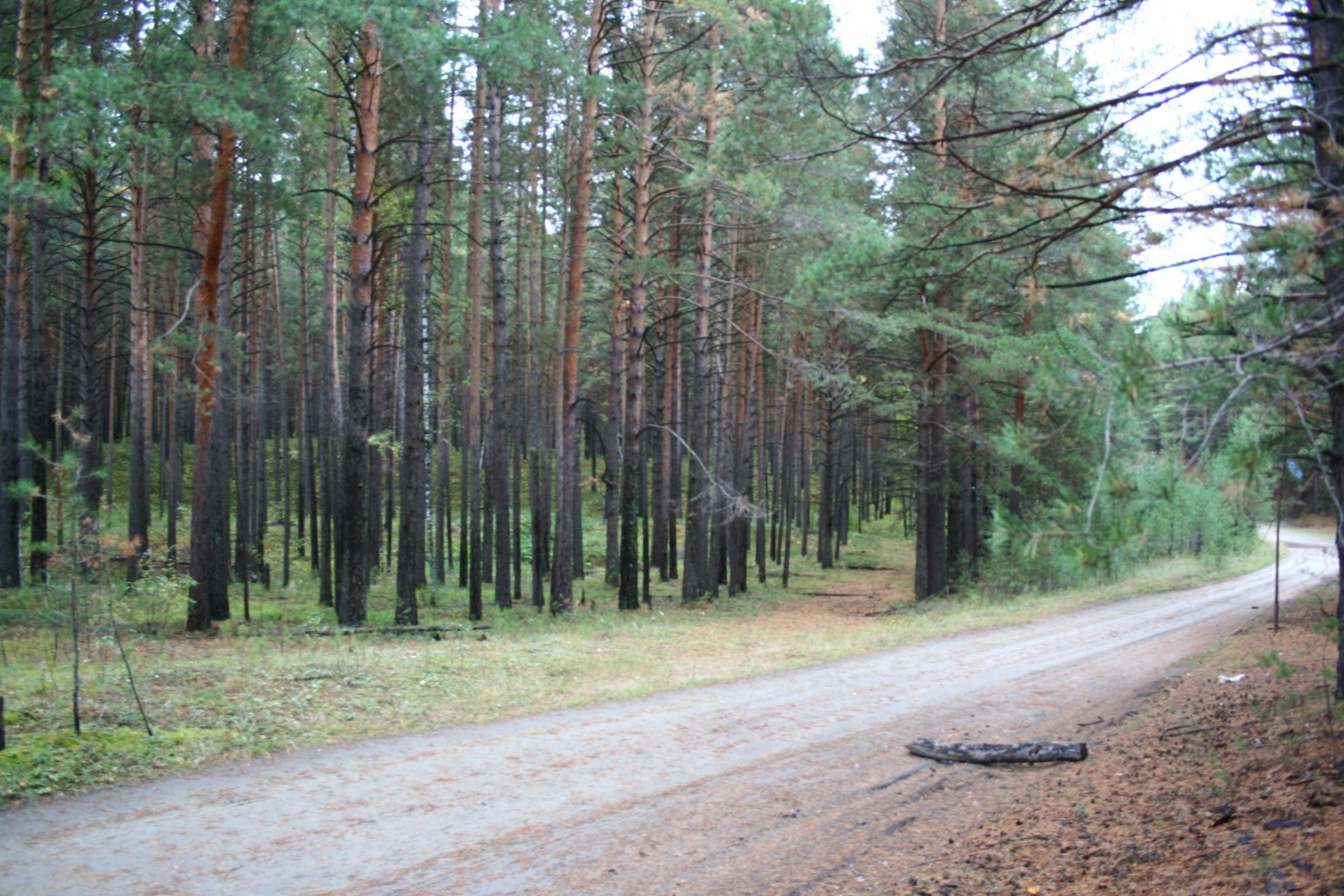
Молодой сосновый лес в Зональном районе

В Алтайском крае представлены следующие виды лесов:
- ленточные боры вдоль рек, протекающих в степной зоне края;

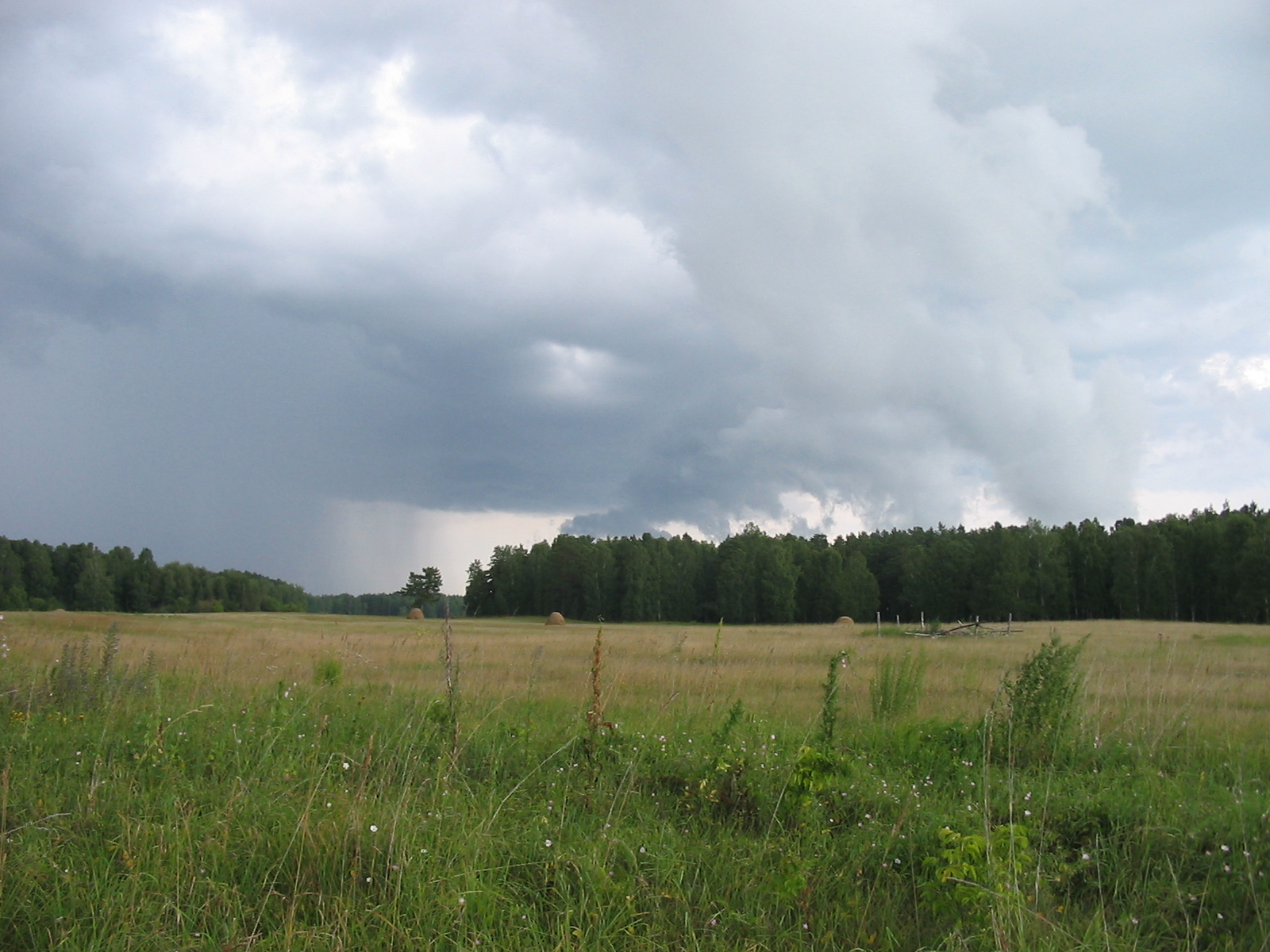
Дождь над приобскими лесами

- смешанный лес на правом берегу реки Обь;

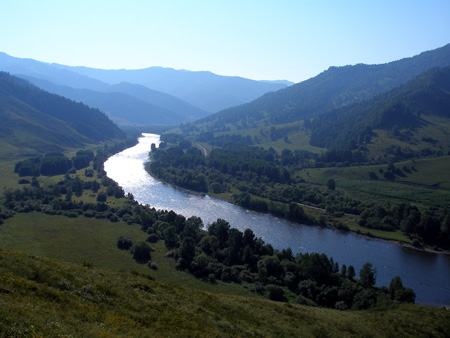
Поросшие тайгой склоны гор

- низкогорная тайга на склонах Салаирского кряжа в северо-восточной части края;

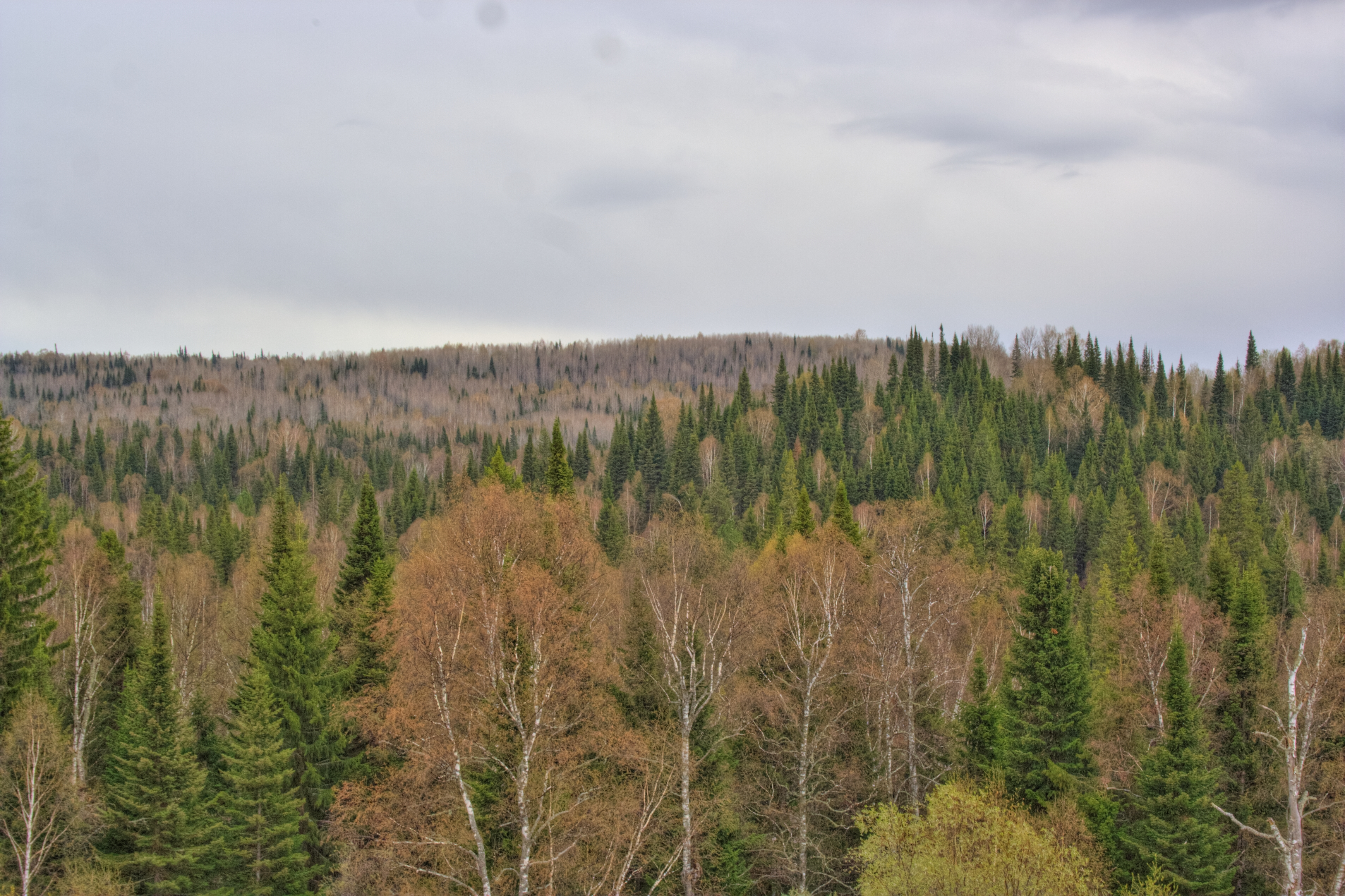
Тайга в Залесовском районе Алтайского края

- черновая тайга на отрогах Алтайских гор в юго-восточной части;

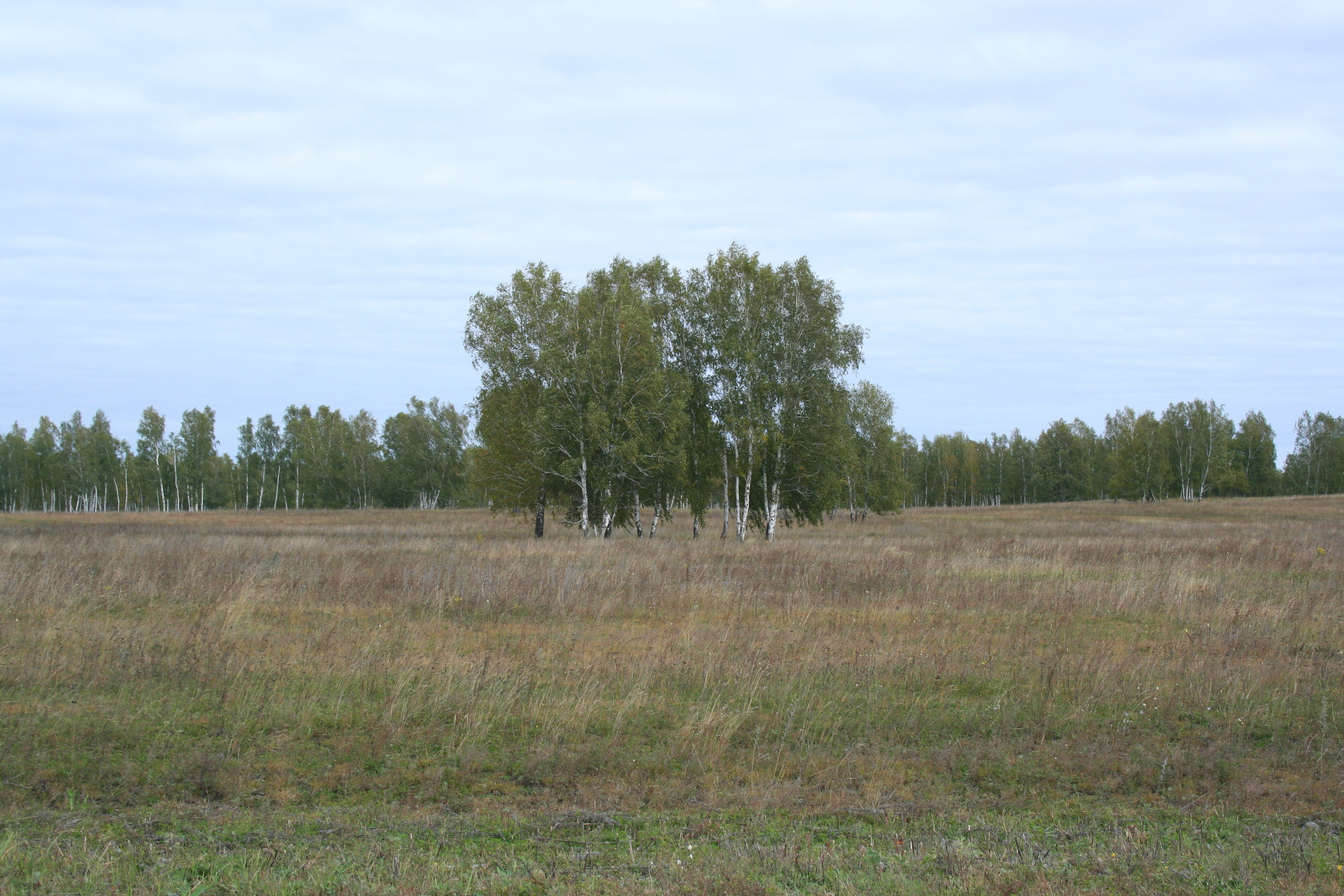
Берёзовые колки в левобережье Оби. Быстроистокский район

- берёзовые колки в левобережье Оби и Катуни, а также в зоне Бийско-Чумышской возвышенности;
- искусственные защитные лесополосы и лесные массивы в различных районах.

### Растительный мир
Растительный мир лесов Алтайского края отличается разнообразием. В ленточных борах степной зоны преобладает сосна. Приобский лес — смешанный с преобладанием сосны и берёзы, с примесью осины, черемухи и кустарников. В Салаирской тайге преобладают ель и пихта. В высокогорной тайге Чарышского и Солонешенского районов встречаются массивы кедра и лиственницы. В колках левобережья Оби доминирует берёза с примесью кустарников.
Каждому типу древостоев соответствует свой тип подлеска. Ленточные боры на юге края практически не имеют подлеска. Приобский бор — наоборот, имеет мощный сложный подлесок, состоящий из кустарников, различных травянистых растений, мха, хвощей и папоротника.

### Животный мир
Животный мир лесов Алтайского края тоже разнообразен. Повсеместно в лесах края обитают копытные (косуля, лось), заяц, а также поедающие их хищные звери: волк, лиса, барсук. В тайге встречается бурый медведь. Разнообразен мир грызунов. Из насекомоядных зверей в Алтайском крае живут ёж обыкновенный и крот. В лесах гнездуются большое разнообразие птиц. Пресмыкающиеся представлены ужом обыкновенным и гадюкой обыкновенной. Лесные водоёмы населены лягушками. В сырых и тенистых участках лесов обитает жаба обыкновенная. Разнообразен мир насекомых, среди которых встречаются как вредные для леса, так и полезные.

### Грибы
Хотя грибной мир лесов Алтайского края беднее, чем в европейской части России и на Урале как по видовому разнообразию, так и по количеству, тем не менее, грибы играют важную роль в жизни лесов региона. Практически повсеместно распространены подгруздок белый, подгруздок чёрный, валуй, сыроежки. В берёзовых и смешанных лесах произрастают подберёзовик обыкновенный, волнушка розовая, опёнок осенний, трутовики, мухоморы. В приобском бору распространены белый гриб, подосиновик красный, рыжик сосновый. В тайге произрастают рыжик еловый, маслёнок. В тополевых лесополосах распространена рядовка тополёвая. В обской пойме и на островах в русле Оби и Бии в больших количествах произрастает груздь осиновый.

## Экологическая роль
Алтайский край — регион с засушливым климатом. Поэтому леса Алтайского края выполняют в первую очередь защитную роль. Лесные насаждения удерживают снеговую и дождевую влагу, снижают ветровую эрозию почвы. В лесах находят убежище от палящего летнего зноя многие виды животных. Фактически, именно благодаря лесам, прежде всего ленточным борам, большая часть территории Алтайского края спасается от опустынивания. На востоке края в зоне пересечённой местности леса защищают почву от водной эрозии. Приобский лес играет очень важную роль в стабилизации водного режима Оби и её притоков. Леса предгорья участвуют в формировании благоприятного микроклимата этих территорий.

## Хозяйственное значение
Большая часть лесов Алтайского края относится к категории защитных. Тем не менее, заготовка древесины в них производится, но метод сплошных рубок применяется только на малоценных участках леса. В экономике ряда районов: Солонешенского, Чарышского, Солтонского, Троицкого, Залесовского, Тальменского лесная отрасль занимает ведущее место.

## Охрана лесов
По причине погодно-климатических особенностей региона леса Алтайского края, в особенности — ленточные боры, подвержены повышенному риску лесных пожаров. По этой причине в крае действует развитая сеть пожарно-химических станций (по состоянию на 2013 год — 159 станций). На особо горимых участках леса (юго-запад края) регулярно проводятся мероприятия по созданию противопожарных разрывов, заслонов и минерализованных полос.